# Kim Gyu-ri
Dans ce nom coréen, le nom de famille, Kim, précède le nom personnel.
Pour les articles homonymes, voir Kim.
Kim Gyu-ri, née Kim Min-sun le 16 août 1979 à Anyang, est une actrice sud-coréenne.

## Filmographie
- 1999 : School (série télévisée) : Park Na-ri
- 1999 : Memento Mori : Min-ah
- 2000 : Popcorn (série télévisée) : Yoo Hyun-Soo (16 épisodes)
- 2000 : Bloody Beach
- 2001 : Ibyeoleobtneun achim (série télévisée) : Han, Jung-seo
- 2001 : My Beautiful Days : Hyun-ji
- 2002 : Afrika : Min-sun
- 2002 : 2009: Lost Memories : la professeure
- 2002 : Glass Shoes (série télévisée) : Woo Seung Hee
- 2004 : Low Life : Park Hye-ok
- 2007 : For Eternal Hearts
- 2007 : Rainbow Eyes : détective Park Eun-joo
- 2008 : Portrait of a Beauty : Shin Yoon-bok
- 2009 : Five Senses of Eros : Mi Jin
- 2009 : Jeong Seung Pil Mystery : Mi-seon Yu
- 2010 : Hahaha : No Jeong-hwa
- 2010 : I'll Teach You Love (téléfilm) : Lee Jin Yi
- 2010 : Drama Special (série télévisée) : Choi Young Hee
- 2011 : Sarangi museoweo : So-yeon
- 2011 : Poongsan : In-ok
- 2012 : Shut Up Flower Boy Band (série télévisée)
- 2012 : Doomsday Book : Bodhisattva Hye-Joo
- 2012 : God of War (en) (Soldier) (série télévisée) : Choe Song Yi (56 épisodes)
- 2013 : Another Promise : Yoo Nan-joo
- 2013 : My Dear Girl, Jin-young : Jin-young
- 2014 : Cunning Single Lady (série télévisée) : Kook Yeo-Jin (16 épisodes)
- 2014 : Hwajang : Choo Eun-joo
- 2014 : The King's Face (série télévisée) : Gwiin Kim
- 2016 : Our Gap-soon (Perfect Bride) (série télévisée) : Heo Da-hae (33 épisodes)
- 2019 : Le Gangster, le Flic et l'Assassin : Cha Seo-jin